# Polignac (famiglia)

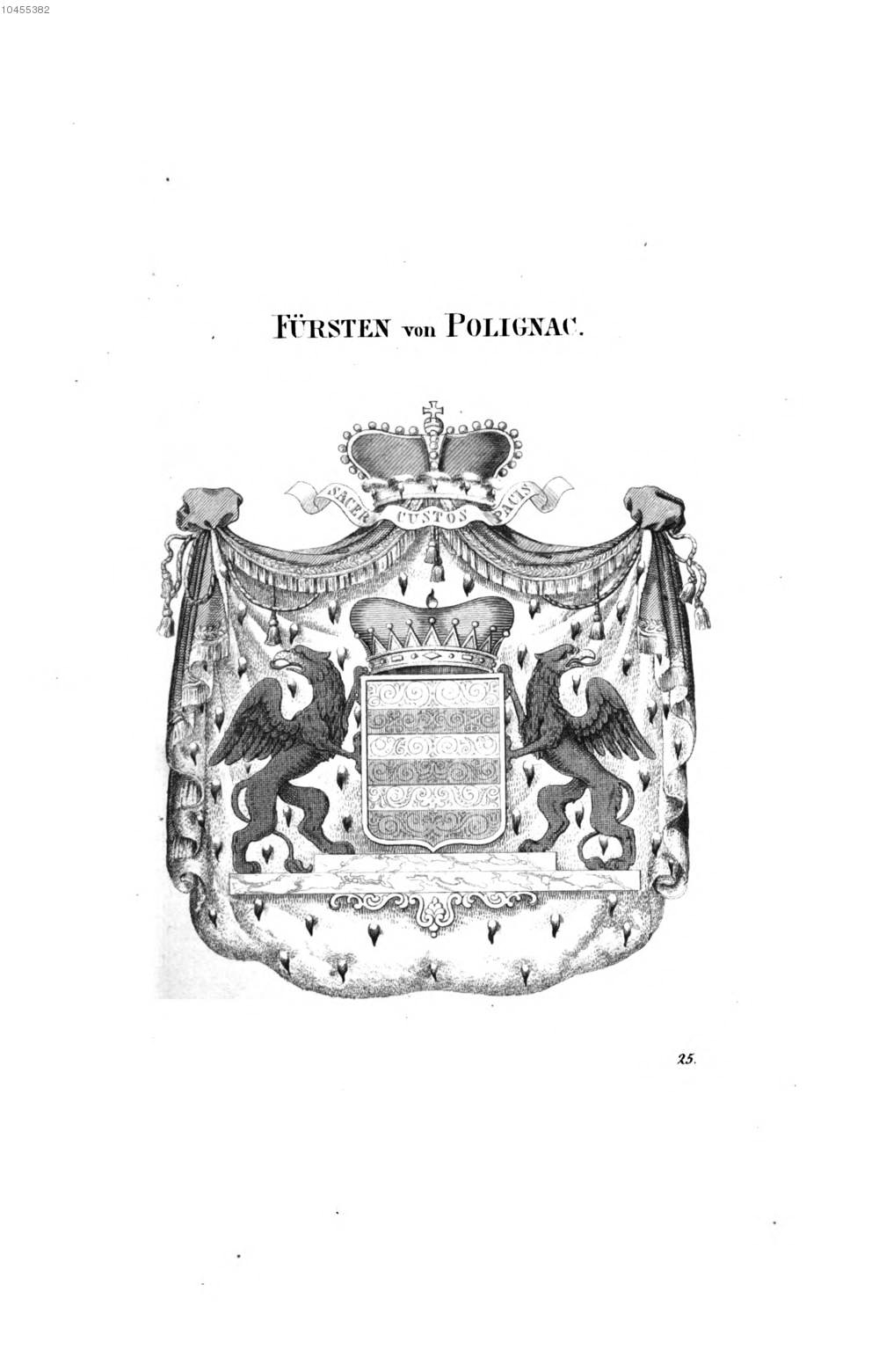
Stemma del Casato di Polignac

La Casata di Polignac (in francese: Maison de Polignac) è un'antichissima famiglia della nobiltà francese, di estrazione feudale, originaria di Velay nell'Alta Loira. Uno dei suoi rami salì al trono del Principato di Monaco nel 1949 sotto il nome e le armi della famiglia Grimaldi: infatti, già nel 1920, con il matrimonio dell'ultima esponente della dinastia monegasca, la principessa Charlotte Grimaldi, duchessa di Valentinois, con il conte Pierre de Polignac, si fusero le due casate e l'eredità dei Grimaldi poté, in tal modo, proseguire.

## Origini
La prima Casa di Polignac fu un'antichissima famiglia risalente ai visconti di Velay e Brioude. Il Castello di Polignac (Château de Polignac, anche detto Forteresse de Polignac), dal quale presero il nome, si trova a nord-ovest della città di Le Puy-en-Velay nell'Alta Loira. Estintosi in linea maschile legitta nel 1385, il nome e le armi dei Polignac vennero tramandati tramite il matrimonio, nel 1349, di Guglielmo di Chalencon (Guillaume de Chalençon) con l'ultima esponente legittima della famiglia, Valpurga di Polignac (Valpurge de Polignac).
La Casa di Chalencon è una famiglia feudale di Velay, attestata dal 1179 nella persona di Bertrando di Chalencon (Bertrand de Chalençon). Il suo ramo più antico prese il nome di Polignac dopo il 1349, diventando così la seconda Casa di Polignac.
La Casa di Polignac fu ricevuta dodici volte agli Onori di Corte (Honneurs de la Cour) nel XVIII secolo, su prove risalenti al 1205: gli Onori di Corte erano presentazioni cerimoniose al sovrano presso la Corte Reale di Francia che erano formali per le donne ma più informali per gli uomini; era un onore concesso solo alle famiglie dell'antica nobiltà e permetteva loro di avvicinarsi al Re e alla Regina di Francia. Queste prove furono poi raccolte dal genealogista Bernard Chérin, rinomato per il suo rigore, secondo il quale la casa di Chalençon, "nota dall'XI secolo [...] porta le caratteristiche dell'alta nobiltà"."

## Personaggi illustri
La Casa di Polignac-Chalençon diede i natali a vari illustri personaggi, tra i quali si ricordano:
- Stefano di Polignac (Étienne de Polignac), vescovo di Clermont nell'XI secolo;
- Ercole II di Polignac (Héracle II de Polignac), (1075 – 1098), soldato francese partecipante alla Prima Crociata (1096—1099);
- Bertrando di Chalencon (Bertrand de Chalençon), morì nel 1213, vescovo di Le Puy-en-Velay;
- Armando di Polignac (Armand de Polignac), morì nel 1257, vescovo di Le Puy-en-Velay;
- Guglielmo di Chalencon-Polignac (Guillaume de Chalençon Polignac), morì nel 1443, vescovo di Le Puy-en-Velay dal 1418;
- Bertrando di Chalencon-Polignac (Bertrand de Chalençon Polignac), morì nell'ottobre 1501, vescovo di Rodez;
- Bertrando di Polignac (Bertrand de Polignac), morì nel novembre 1501, vescovo di Rodez dopo il precedente, suo zio;
- Melchiorre di Polignac (Melchior de Polignac), (1661 – 1741), fu un cardinale, diplomatico e poeta, arcivescovo di Auch e membro dell'Académie Française;
- Camillo di Polignac (Camille-Louis-Apollinaire de Polignac) (1745 – 1821), vescovo di Meaux dal 1779 al 1801;
- Luigi Melchiorre Armando di Polignac (Louis-Melchior-Armand de Polignac), maresciallo del campo nel 1758, primo scudiero del Conte d'Artois, ambasciatore francese in Svizzera nel 1781.
- Diana Luisa Augustina di Polignac (Diane Louise Augustine de Polignac) (1746 – 1818), fu un'aristocratica, scrittrice e cortigiana francese, dama di compagnia della principessa Elisabetta di Borbone-Francia;
- Jules de Polignac, marchese Mancini, 1º duca di Polignac (Armand XXIII Jules François, marquis de Mancini, 1er duc de Polignac) (1746 – 1817), maresciallo del campo, aiutante di campo e primo scudiero del Re, creato duca (titolo ereditario) con brevetto del 20 settembre 1780, creato pari di Francia con ordinanza del 4 giugno 1814, pari ereditario di Francia con ordinanza del 18 agosto 1815, duca e pari confermato il 31 agosto 1817. Sposato con Yolande Martine Gabrielle de Polastron, favorita della regina Maria Antonietta d'Asburgo-Lorena;[4]
- Aglaé de Polignac, detta "Guichette" (Aglaé Louise Françoise Gabrielle de Polignac) (1768 – 1803), figlia di Jules de Polignac e Yolande Martine Gabrielle de Polastron, si sposò con Antoine Louis Marie de Gramont, duca di Gramont e di Guiche. La sua figura compare nel romanzo Addio mia regina di Chantal Thomas e nel manga Lady Oscar di Riyoko Ikeda;
- Jules de Polignac (Jules Auguste Armand Marie de Polignac) (1780 – 1847), figlio di Jules de Polignac e Yolande Martine Gabrielle de Polastron, fu il VII primo ministro di Francia. Fu anche prima conte, poi principe ed infine, brevemente, III duca di Polignac;
- Melchior, conte di Polignac (Camille Henri Melchior, comte de Polignac) (1781 – 1855), figlio di Jules de Polignac e Yolande Martine Gabrielle de Polastron, fu un militare francese. Venne nominato governatore del Castello di Fontainebleau dal 1825 al 1830. Fu il padre del conte Charles-Marie-Thomas-Étienne-Georges de Polignac, a sua volta padre del conte Maxence-Melchior-Edouard-Marie-Louis de Polignac, a sua volta padre del conte Pierre de Polignac (sposato nei Grimaldi);
- Alphonse de Polignac (Alphonse Armand Charles Georges Marie, prince de Polignac) (1826 – 1863), figlio del primo ministro Jules de Polignac, fu un matematico francese che formulò la "Congettura di Polignac";
- Camille Armand de Polignac, detto il "La Fayette del Sud" (Camille Armand Jules Marie, prince de Polignac) (1832 – 1913), figlio del primo ministro Jules de Polignac, combatté nell'esercito francese durante la Guerra di Crimea e successivamente divenne maggior generale nell'esercito degli Stati Confederati durante la Guerra di Secessione Americana. Fu l’ultimo maggior generale confederato vivente;
- Edmond de Polignac (Edmond Melchior Jean Marie, prince de Polignac) (1834 – 1901), figlio del primo ministro Jules de Polignac, fu un aristocratico e compositore francese. Fu amico (forse amante), tra gli altri, del celebre conte Robert de Montesquiou e si sposò con la ricca ereditiera e mecenate Winnaretta Singer, sebbene entrambi fossero omosessuali;
- Armande de Polignac, contessa di Chabannes-La Palice (Marie Armande Mathilde de Polignac, comtesse de Chabannes-La Palice) (1876 – 1962), figlia di Camille Armand de Polignac e nipote di Edmond de Polignac e Winnaretta Singer, fu una compositrice francese;
- Principe Pierre Grimaldi, duca di Valentinois (Pierre Marie Xavier Raphaël Antoine Melchior, comte de Polignac) (1895 – 1964), appartenne al ramo comitale dei Polignac, discendente direttamente da Jules de Polignac, I duca di Polignac. Sebbene probabilmente omosessuale, si sposò con la principessa Charlotte Grimaldi, duchessa di Valentinois, unica e ultima esponente ed erede della dinastia monegasca dei Grimaldi, adottandone nome ed armi: così, tramite suo figlio Ranieri III, la dinastia monegasca continuò e continua sino ai giorni nostri a regnare su Monaco (tramite il principe Alberto II);

## Dimore principali
| Immagine                            | Nome                                                                | Costruzione                                    | Restauri/modifiche | Curiosità | Località                                    | N.                                  |                                     |
| Alta Loira ( Alvernia-Rodano-Alpi ) | Alta Loira ( Alvernia-Rodano-Alpi )                                 | Alta Loira ( Alvernia-Rodano-Alpi )            | Alta Loira ( Alvernia-Rodano-Alpi ) | Alta Loira ( Alvernia-Rodano-Alpi ) | Alta Loira ( Alvernia-Rodano-Alpi )         | Alta Loira ( Alvernia-Rodano-Alpi ) | Alta Loira ( Alvernia-Rodano-Alpi ) |
| ----------------------------------- | ------------------------------------------------------------------- | ---------------------------------------------- | --- | --- | ------------------------------------------- | ----------------------------------- | ----------------------------------- |
|                                     | Castello di Polignac (Château de Polignac o Forteresse de Polignac) | XI secolo                                      | Fu restaurato e ampliato tra la fine del XV secolo e l'inizio del XVI secolo. Una cappella fu costruita nel XVII secolo. Abbandonato e in rovine, venne restaurato nuovamente solo all'inizio e alla fine del XIX secolo.             | I visconti ereditari di Velay, proprietari del castello, presero da esso il nome e ne fecero la loro residenza principale, per via della sua posizione molto strategica.                               | Polignac, Francia                           |                                     |                                     |
|                                     | Castello di Lavoûte-Polignac (Château de Lavoûte-Polignac)          | Tra il XIV secolo e il XIX secolo              | Fu restaurato nel XVII secolo. Venduto nel 1793, fu utilizzato come cava di pietra e in parte ridotto a ruderi, poi passò a una famiglia locale, i Giron. Nel XIX secolo tornò ai Polignac, che lo ricostruirono.                     | Fu la residenza preferita della famiglia Polignac. | Lavoûte-sur-Loire, Francia                  |                                     |                                     |
| Morbihan ( Bretagna )               |                                                                     |                                                | | |                                             |                                     |                                     |
|                                     | Castello di Kerbastic (Château de Kerbastic)                        | XV secolo                                      | Grandi lavori di restauro avvennero nel XX secolo. | Ancora appartenente alla famiglia Polignac (che l'ottenne nel 1851), ora è un hotel a 4 stelle e la sede del Festival Polignac, dove si incontrano artisti di musica classica e barocca.               | Guidel, Francia                             |                                     |                                     |
| Maine e Loira ( Paesi della Loira ) |                                                                     |                                                | | |                                             |                                     |                                     |
|                                     | Castello di La Jumellière (Château de la Jumellière)                | Dal 1858 al 1861 dall'architetto Henri Parent. | In seguito si hanno le scuderie, ad opera dell'architetto Ernest Swanson, e il parco, opera del paesaggista Henri Duchesne. | Costruita dalla Casata de Maillé de La Tour-Landry, passò alla famiglia Polignac nel XX secolo. | La Jumellière di Chemillé-en-Anjou, Francia |                                     |                                     |
| Île-de-France                       |                                                                     |                                                | | |                                             |                                     |                                     |
|                                     | Hotel Crillon (Hôtel de Crillon)                                    | Dal 1758 al 1907.                              | Restaurato ad inizio XX secolo, nuovamente dopo la seconda guerra mondiale e ancora, dal 1980 al 1982, avvenne una grande ristrutturazione. Chiuso a marzo 2013 per lavori di ristrutturazione, l'hotel ha riaperto il 5 luglio 2017. | Dalla famiglia Berton des Balbes de Carillon passò ai Polignac per matrimonio, che poi lo vendettero nel 1907. Dal 2010 è di proprietà del principe saudita Mutaib bin Abdullah bin Abdulaziz Al Saud. | Parigi, Francia                             |                                     |                                     |

## Genealogia parziale

### dagli inizi al XIII secolo
Armand de Polignac (840 - ?):
1. Armand II (870 - 909) - sposò Bertilde (875 - ?):
  1. Dalmace (895 - 964) - sposò Gauberte (900 - 964):
    1. Aremburge (917 - 980) - sposò Rédemptus de Chapteuil (c. 900 - c. 989): con discendenza;
    2. Etienne (c.925 - c.955) - sposò Bliensinde (c.925):
      1. Héracle:
        1. Agne, visconte di Velay (c. 960 - c. 996):
          1. Armand III (c. 995 - 1075) - sposò Adélais de Gevaudan (c. 1000 - 1068):
            1. Guillaume (c. 1025 - 1076) - sposò Auxiliende de Tournon (c. 1030 - 1080):
              1. Pons (c. 1055 - 1112) - sposò Elisabeth de Montboisier (c. 1060 - 1096):
                1. Armand IV (c. 1080 - c. 1164) - sposò Auxelinde (c. 1090):
                  1. Pons II (c. 1110 - c. 1173) - sposò Guillemette de Ceyssac (c. 1110 - 1142):
                    1. Pierre (c. 1135) - sposò Marguerite de Beaumont-en-Velay (c. 1130): 
                      1. Guillemette (c. 1155) - sposò Guigues-Meschin I de Châteauneuf-Randon: con discendenza;

                    2. Héracle (c. 1030 - c. 1181) - sposò Bélissende d'Auvergne (c. 1155 - 1182):
                      1. Pons III (c. 1170 - 1213) - sposò Alcinois de Montlaur (c. 1185):
                        1. Pons IV (c. 1202 - 1243) - sposò Alix du Traynel:
                          1. Randonne (c. 1220 - ?) - sposò Guérin de Montaigut (1210 - 1278): con discendenza;
                          2. Armand V (c. 1223 - 1273) - sposò Béatrix de Mercour:
                            1. Armand (c. 1251 - 29 aprile 1289) - sposò Marquèze de Chateauneuf (c. 1260 - 1334):
                              1. Armand VIII (c. 1289 - 1351) - sposò Béatrice des Baux (c. 1280 - 1332):
                                1. Yolande (? - dopo il 1343) - sposò Henri de Montaigut: con discendenza;
                                2. Isabeau (c. 1316 - 1355) - sposò Bertrand de Rochefort; e poi Pons de Langeac: entrambi con discendenza;
                                3. Giovanni I - discendenti vedi sotto: dal XIV al XVI secolo

                          3. Héracle - sposò Bernard de Cénaret: con discendenza:
                          4. Agnès - sposò Héracle III de Montlaur; con discendenza;

                      2. Adam:
                        1. Alix (c. 1210 - 1277) - sposò Bertrand de Saint Nectaire (? - 1297): con discendenza;

                    3. Etienne (c. 1030 - 1192):
                      1. Heraclée (c. 1142 - 1165) - sposò Eustache de Montboisier (? - c. 1180): con discendenza;

                  2. Elisabeth - sposò Etienne de Montboisier: con discendenza;

            2. Agnès (c. 1030) - sposò Pons de Chapteuil (c. 1020 - 1097): con discendenza;

          2. Alix (c. 990) - sposò Hughes Maurice de Montboisier (c.990 - 1070): con discendenza;

### Dal XIV al XVI secolo
Giovanni I, visconte di Polignac, barone di Randon (1315 - 1341) - sposò Marguerite de Roquefeuil (c. 1293 - ?):
1. Valpurge (c. 1331 - c. 1378) - sposò Guillaume III, barone di Chalençon (1330 - 1407): con discendenza:
  1. Pierre Armand - sposò Marguerite de Salligny:
    1. Marguerite: con discendenza;
    2. Catherine: con discendenza;
    3. Isabeau: con discendenza;
    4. Louis Armand de Polignac, visconte di Polignac (c. 1395 - 1451) - sposò Isabeau de la Tour (1392 - 1471); sposò prima Françoise de Montmayeur:
      1. (I) Gilberte - sposò Antheleme, IV barone di Miolans (c. 1400 - 31 dicembre 1489): con discendenza;
      2. (II) Louise - sposò Bérard Rogier de Beaufort
      3. Jean de Chalençon (c. 1422 - 1500) - sposò Jeanne Catherine de Saint Nectaire (c. 1420 - 1460): con discendenza: famiglia de Chalençon
      4. Guillaume Armand I, visconte di Polignac (1420 - 12 agosto 1473) - sposò Amedea di Saluzzo (1420 - 10 maggio 1473):
        1. Guillaume Armand II (c. 1444 - 31 agosto 1518) - sposò Marguerite Hélie de Pompadour (8 agosto 1494 - c. 1524):
          1. François Armand (1514 - 28 novembre 1582) - sposò Philiberte de Clermont (1525 - 10 dicembre 1604):
            1. Louis Armand, visconte di Polignac (1556 - 15 febbraio 1584) - sposò Françoise de Clermont (1555 - 17 ottobre 1599):
              1. Gaspard François, visconte di Polignac (1579 - 5 aprile 1659) - sposò Claudine Françoise de Tournon (? - 21 dicembre 1621):
                1. Louis Armand III (13 dicembre 1608 - 3 settembre 1692) - sposò Jacqueline Grimoard de Beaurevoir du Roure (1641 - 7 novembre 1721):
                  1. Scipion Sidoine Armand (5 giugno 1660 - 4 aprile 1739) - sposò Françoise de Mailly-Rubempré (22 novembre 1695 - 26 ottobre 1767): discendenti vedi sotto: dal XVIII al XIX secolo
                  2. Melchior (11 ottobre 1661 - 20 novembre 1741), cardinale e arcivescovo

                2. Jeanne Marie - sposò Hercule de Saint Martial: con discendenza;

              2. Louise (c. 1580 - 26 aprile 1648) - sposò François de Saint Martial (? - 1637): con discendenza;
              3. Annet (1582 - 27 febbraio 1615)
              4. François, signore d'Auzon (? - 1629) - sposò Anne de Chazeron (? - 29 luglio 1625): 
                1. Claude Françoise (c. 1615 - prima del 1656) - sposò Henri de la Rochefoucald Brassac (1600 - 1661): con discendenza;

            2. Catherine (1558 - dopo il 1584)
            3. Jeanne (1561 - ?) - sposò Marc Itier de Giorard: con discendenza;

          2. Catherine (c. 1518) - sposò François de Langeac: con discendenza;
          3. Françoise (? - 1559)

        2. Jean (1445 - 1500), signore di Randan - sposò Jeanne de Chambes (c. 1460 - ?): con discendenza;
        3. Isabeau (c. 1445 - ?) - sposò Gilbert Motier de La Fayette (1429 - 1527): con discendenza;
        4. Antoinette (c. 1449 - 24 giugno 1535) - sposò Béraud de l'Espinasse (1430 - 1482); sposò poi Godefroi de la Tour (? - 1497): con discendenza;
        5. Catherine (c. 1450 - 5 febbraio 1493) - sposò Pierre d'Urfé (c. 1434 - 10 ottobre 1508)
        6. Jeanne (c. 1452 - ?) - sposò Jacques II de Tournon: con discendenza;
2. Randon Armand (c. 1340 - 1421), governatore di Velay:
  1. Jean - sposò Isabeau de Lux:
    1. Gabrielle

### Dal XVIII
Scipion Sidoine Armand (5 giugno 1660 - 4 aprile 1739) - sposò Françoise de Mailly-Rubempré (22 novembre 1695 - 26 ottobre 1767): 
1. Louis Héracle Armand (11 gennaio 1717 - 1792) - Diane Adélaide Zéphirine Mancini (3 febbraio 1726 - 1755); sposò in seconde nozze Madeleine Elizabeth de Fleury (? - 1788):
  1. (I) Jules August Armand, I duca di Polignac (7 giugno 1746 - 21 settembre 1817) - sposò il 7 luglio 1767 Yolande Martine Gabrielle de Polastron (8 settembre 1749 - 5 dicembre 1793); 
    1. Aglaé Louise Françoise Gabrielle (7 maggio 1768 - 30 marzo 1803) - sposò l'11 luglio 1780 Antoine Louis Marie de Gramont (17 agosto 1755 - 28 agosto 1836): con discendenza;
    2. Armand, II duca di Polignac (15 gennaio 1771 - 1 marzo 1847) - sposò Idalie Johanna Seina von Neukirchen (16 gennaio 1775 - 1862)
    3. Jules, III duca di Polignac (14 maggio 1780 - 2 marzo 1847) - sposò nel 1816 Barbara Campbell (22 agosto 1788 - 23 maggio 1819); sposò il 3 giugno 1824 Marie Charlotte Parkyns (6 gennaio 1792 - 2 settembre 1864):
      1. (I) Armand, IV duca di Polignac (12 agosto 1817 - 17 marzo 1890) - sposò Marie Louise Amélie de Berton des Balbes de Crillon (13 marzo 1823 - 8 aprile 1904):
        1. Héracle Marie Armand (14 giugno 1843 - 20 novembre 2017) - sposò Marie Odette Frotier Frotier de Bagneux (12 settembre 1848 - 17 aprile 1893):
          1. Armand (2 febbraio 1872 - 4 dicembre 1961) - sposò Hélène Adelaide de Bauffremont Courtenay (5 gennaio 1878 - 17 gennaio 1947):
            1. Yolande (23 febbraio 1903 - 16 dicembre 1991) - sposò François Jean Marie Roger des Roys d'Eschandelys (1903 - 1970): con discendenza
            2. Jean-Héracle Armand François (14 ottobre 1914 - 1999) - sposò Marie Madeleine d'Arnoux (9 agosto 1907 - 3 luglio 1996): con discendenza;
            3. Elisabeth (1 febbraio 1904 - 30 gennaio 1978)
            4. Marie-Odette (23 giugno 1905 - 12 ottobre 1995)
            5. altri 4 figli

          2. Henri Marie Joseph (21 gennaio 1878 - 25 settembre 1915) - sposò Diane Marie Joséphine Louise de Polignac (6 dicembre 1882 - 26 luglio 1974):
            1. Guy (29 aprile 1905 - 17 ottobre 1996): con discendenza;
            2. Melchior (1906 - 1930)
            3. Louis (1909 - ?)
            4. Anne Marie (25 novembre 1912 - 28 gennaio 2004) - sposò Pierre-Adalbert Marie Joseph Frotier, marchese di Bagneux (16 marzo 1902 - 19 dicembre 1973): con discendenza;
            5. Thérèse Henriette Marie (4 febbraio 1916 - 15 novembre 2014) - sposò Pedro de Assis Mascarenhas de Barros (26 giugno 1916 - 9 marzo 1965): con discendenza;
            6. François
            7. Edmond (2 aprile 1914 - 13 febbraio 2010) - sposò Ghislaine Charlotte Brinquant (5 settembre 1918 - 2011): con discendenza;
            8. Madeleine

          3. François Sosthene Marie Joseph (4 ottobre 1887 - 26 dicembre 1981) - sposò Simone Marie Jeanne Gabrielle de Maillé de la Tour Landry (20 marzo 1889 - 18 marzo 1950); in seconde nozze Hedwige de Chabannes la Palice:
            1. Armand Louis (17 giugno 1914 - 27 gennaio 2003) - sposò Jeanne Marie Thérèse de Chabot (13 ottobre 1920 - 24 marzo 2009): con discendenza;
            2. Odette (7 maggio 1916 - 4 aprile 2012)
            3. Hubert Marie Henri (8 giugno 1918 - 27 marzo 1981)

          4. Marie Odette Louise Eléonore (1874 - 1896)
          5. Marie Madeleine Mathilde (1885 - 1896)

        2. Marie Valentine Yolande (18 gennaio 1855 - 21 dicembre 1901) - sposò Guy de Bourbon-Busset (13 settembre 1849 - 11 settembre 1905): con discendenza;

      2. Seyna-Camille (1818 - 1833)
      3. (II) Alphonse (1826 - 1863) - sposò Jeanne Emilie Mirès (1844 - 1933):
        1. Jeanne (1861 - ?)

      4. Charles Ludovic Marie (24 marzo 1827 - 13 gennaio 1904)
      5. Yolande (16 novembre 1830 - 15 marzo 1855) - sposò Sosthène II de La Rochefoucauld, IV. duca di Doudeauville (1 settembre 1825 - 27 agosto 1890): con discendenza;
      6. Camille Armand (1832 - 1913) - sposò Marie Adolfine Langenberg (7 giugno 1853 - 16 gennaio 1876); sposò poi Elizabeth Margaret Knight of Wolverley (22 giugno 1864 - 20 agosto 1940):
        1. (I) Marie Armande Mathilde (8 gennaio 1876 - 29 settembre 1962) - sposò Jean Alfred de Chabannes la Police (29 aprile 1871 - 28 agosto 1933): con discendenza;
        2. (II) Mabel Constance Michel (7 settembre 1883 - 28 marzo 1973) - sposò Marie Henri Thierry Michel de Pierredon (11 settembre 1883 - 8 luglio 1955): con discendenza;
        3. Hélène Agnès Anne (30 giugno 1886 - 23 dicembre 1978) - sposò Georges de Crequi-Montfort (29 settembre 1877 - 4 aprile 1966): con discendenza:
        4. Victor Mansfield Alfred (17 giugno 1899 - 4 novembre 1998) - sposò Elizabeth Walker (11 maggio 1896 - 17 novembre 1976)

      7. Edmond Melchior Jean Marie (19 aprile 1834 - 8 agosto 1901) - sposò Winnaretta Eugénie Singer (8 gennaio 1865 - 26 novembre 1943)

    4. Camille Henri Melchior, conte (27 dicembre 1781 - 2 febbraio 1855) - sposò Marie Calixte Charlotte Alphonsine Le Vassor de La Touche de Beauregard (15 settembre 1781 - 22 giugno 1861):
      1. Jules Antoine Calixte Melchior (1812 - 1856) - sposò Clotilde Eléonore Joséphine Marie de Choiseul Praslin (21 giugno 1821 - 15 gennaio 1885):
        1. Marie Camille Calixte (5 settembre 1848 - 21 marzo 1932) - sposò Louis Marie Charles du Plessis d'Argentré (21 giugno 1839 - 21 settembre 1909): con discendenza;
        2. Isabelle Césarine Calixte (9 gennaio 1851 - 26 maggio 1935) - sposò Pierre Adalbert Marie Guilhelm de Bagneux (24 aprile 1845 - 4 aprile 1928): con discendenza;

      2. Charles Marie Thomas Etienne Georges (21 dicembre 1824 - 5 settembre 1881) - sposò Caroline Josephine Le Normand de Morando (27 gennaio 1824 - 1 gennaio 1883):
        1. Guy, marchese di Polignac (20 luglio 1852 - 17 ottobre 1901) - sposò Jeanne-Alexandrine-Louise Pommery (14 marzo 1857 - 8 febbraio 1922):
          1. Melchior (27 settembre 1880 - 18 dicembre 1950) - sposò il 24 ottobre 1917 Nina Floyd Crosby (1 marzo 1881 - 19 febbraio 1966):
            1. Louis Dalmas (1 giugno 1920 - 3 agosto 2014) - sposò il 4 febbraio 1943 Margarete Starkmann (1913 - 1961); sposò poi il 7 aprile 1972 Ivanka Mikic (1932)

          2. Diane Marie Joséphine Louise (6 dicembre 1882 - 26 luglio 1974) - sposò Henry Marie Joseph de Polignac (21 gennaio 1878 - 25 settembre 1915): con discendenza;
          3. Charles (1884 - 1962)
          4. Jean (1888 - 1943)

        2. Melchior, conte di Polignac (20 giugno 1856 - 1926) - sposò Constance Loppin de Montmort (1866 - 1960)
        3. Maxence (13 dicembre 1857 - 28 novembre 1936) - sposò Susana Mariana Estefanía Francisca de Paula del Corazón de Jesús de la Torre y Mier (2 settembre 1858 - 15 agosto 1913): 
          1. Josephine (1882 - 1976) - sposò Amaury de Jacquelot du Boisrouvray: con discendenza;
          2. Marie-Louise (26 marzo 1884 - 6 febbraio 1944) - sposò Eon Charles Aimé Le Gouvello Du Timat (21 febbraio 1864 - 20 aprile 1925): con discendenza;
          3. Xavier (1896 - 1961) - sposò Maria de la Torre y Fermento (1886 - ?):
            1. Maria Teresa - sposò Joaquin de Teresa y de Teresa (1907 - ?): con discendenza;

          4. Anne (1889 - 1970)
          5. Bertrand (1893 - 1910)
          6. Maxence Thomas Marie (1894 - 1963) - sposò Laura Elena Trinidad de la Torre y Formento (1895 - ?):
            1. Alix Marie Laura (29 aprile 1922 - 14 ottobre 2012) - sposò Françoise Théodose Marie Charles de Saxcé (2 novembre 1921 - 9 agosto 1969): con discendenza;
            2. Chantal
            3. Jacques - sposò Yolande: con discendenza;

          7. Pierre (24 ottobre 1895 - 10 novembre 1964) - sposò il 20 marzo 1920 Charlotte Grimaldi (30 settembre 1898 - 16 novembre 1977):
            1. Antonietta (28 dicembre 1920 - 18 marzo 2011) - sposò nel 1951, divorziando nel 1954, Alexandre Noghès: con discendenza;
            2. Ranieri III di Monaco (31 maggio 1923 - 6 aprile 2005) - sposò il 19 aprile 1956 Grace Kelly (12 novembre 1929 - 14 settembre 1982):
              1. Carolina (23 gennaio 1957) - ha sposato il 29 giugno 1978 Philippe Junot (1940), divorziando nel 1980; sposò il 29 dicembre 1983 Stefano Casiraghi (8 settembre 1960 - 3 ottobre 1990): con discendenza; sposò il 23 gennaio 1999 Ernesto Augusto di Hannover (1954): con discendenza;
              2. Alberto II (14 marzo 1958) - ha sposato il 2 luglio 2011 Charlène Wittstock (25 gennaio 1978):
                1. (fuori dal matrimonio) Jazmin Grace (1992)
                2. (//) Alexandre (2003)
                3. Jacques (10 dicembre 2014)
                4. Gabriella (10 dicembre 2014)

              3. Stéphanie (1 febbraio 1965) - ha sposato nel 1995, divorziando nel 1996, Daniel Ducruet (27 novembre 1964); ha sposato nel 2003 Adans Lopez Perez (1975), divorziando nel 2004: con discendenza;

          8. Raymonde (1893 - 1910)

  2. Diane Louise Augustine (1748 - 1817) -
  3. (II) Elisabeth Julie Diane (1785 - ?)
  4. Héraclius Auguste Gabriel (2 agosto 1788 - 1871) - sposò Clotilde Eugénie Betsy Petit de Veyriere (1 aprile 1799 - ?):
    1. Julien Alexandre Constantin (1817 - ?)
    2. Alexandre Louis Charles (12 luglio 1821 - 14 agosto 1858) - sposò Jessie Ramsay (c. 1828 - 1922)
    3. Louise Constance (7 dicembre 1824 - 1916) - sposò Albert Colas de Francs (14 ottobre 1806 - 25 dicembre 1882)